# Laghetto di Ponte Subiolo
Il laghetto di Ponte Subiolo è uno specchio d'acqua situato sul versante destro del canale del Brenta, in provincia di Vicenza. È compreso nel comune di Valbrenta, tra le frazioni Valstagna e San Gaetano.
Caso non unico nella zona (si vedano le grotte di Oliero), rappresenta una sorgente valchiusana da cui, nei periodi di piena, l'acqua tracima formando un breve torrente che si getta nel Brenta. In assenza di precipitazioni, si presenta invece come un tranquillo specchio d'acqua apparentemente privo di immissari ed emissari. 
Sul fondo si trova la cosiddetta grotta dell'Elefante Bianco.

## Origini del nome
Il toponimo è in relazione con il veneto subiàre "fischiare", ad indicare il gorgogliare dell'acqua che esce dalla sorgente.

## Caratteristiche
Largo 20 metri e lungo 35, in occasione di abbondanti precipitazioni l'acqua tracima creando un breve torrente che dopo circa 100 metri si getta nel fiume Brenta.

## Grotta dell'Elefante Bianco
Dal laghetto è possibile accedere alla Grotta dell'Elefante Bianco, molto frequentata dagli speleosub per la facilità di accesso e le vaste dimensioni, oltre che per la sua grande suggestione. Nonostante ciò il laghetto ha causato la morte di otto esploratori dal 1971 ad oggi.
L'esplorazione del sito è la più profonda immersione in grotta avvenuta nel mondo, adottando un sistema a riciclo dei gas.

### Caratteristiche
Il suo sviluppo spaziale è di 470 m, con un dislivello di -226,7 m.
L’Elefante Bianco era ed è la sorgente Valchiusana più profonda d’Italia e con la sua attuale profondità (febbraio 2024) di -226,7m è anche una delle più profonde nel mondo.
- Profondità: -226,7m
- Distanza dall’ingresso: 630m
- Distanza percorsa oltre i -100m: 430m
- Tempo totale di immersione: 430’
- Descrizione della zona oltre -130m

### Esplorazione
La base del pozzo a circa -130m è ricoperta da massi di crollo, il passaggio che permette di proseguire l’esplorazione rimane di generose dimensioni ed è largo una decina di metri e alto circa 3m, da qui si scende rapidamente fino a -139m. Si ha l’impressione che la galleria ritorni indietro.
Da qui in avanti per una trentina di metri di lunghezza fino alla profondità di -140m la galleria rimane sempre larga 10m circa ma diventa leggermente più alta 4-5m.
In questa zona la roccia sebbene molto levigata ha diverse asperità sulle quali fissare il filo.
Da -140m a -152m si percorrono 20m (410m dall’ingresso) di galleria inclinata con diversi massi di crollo sul fondo.
Da questo punto non ci sono più massi, il fondo è liscio levigato e diventa difficile fissare il filo.
A -155m un inaspettato scalino naturale alto 30-40cm interrompe la continuità del fondo.
La galleria mantiene le stesse dimensioni, serpeggiando a destra e a sinistra, a 480m dall’ingresso a -165m si apre un pozzo profondo 19m, largo 7-8m, lungo oltre 10m a forma triangolare.
Sul fondo del pozzo a -184m qualche masso e di nuovo la galleria sembra ritorni indietro, qui la roccia offre diverse asperità per fissare il filo, le dimensioni si mantengono simili a quelle della galleria che accede al pozzo; dopo 30m l’esplorazione finisce a -186m.